# Astronautika u 1959.
◄◄ | ◄ | 1956. | 1957. | 1958. | 1959.  | 1960. | 1961. | 1962. | ► | ►►
Arhitektura • Astronautika • Astronomija • Biologija • Film • Fotografija • Glazba • Kazalište • Kemija • Kiparstvo • Knjige • Književnost • Kršćanstvo • Meteorologija • Medicina • Planinarstvo • Politika • Pravo • Promet • Slikarstvo • Strip • Šport • Televizija • Znanost • Zrakoplovstvo • Željeznički promet
Astronautika u 1959.

## Svemirske letjelice

### Orbitalne i suborbitalne letjelice
- 17. veljače − lansiran američki satelit Vanguard 2, prvi meteorološki satelit

### Letovi prema Mjesecu i tijelima Sunčevog sustava
- 3. ožujka − američka letjelica Pioneer 4 lansirana prema Mjesecu
- 12. rujna − sovjetska letjelica Luna 2 lansirana prema Mjesecu
- 13. rujna − sovjetska letjelica Luna 2 udarila u Mjesec i postala prva svemirska letjelica koja je dotakla neko drugo nebesko tijelo
- 4. listopada − sovjetska letjelica Luna 3 lansirana prema Mjesecu
- 7. listopada − sovjetska letjelica Luna 3 preletjela pored Mjeseca i poslala prve forografije udaljene strane Mjeseca

## Vanjske poveznice
|  | Zajednički poslužitelj ima još gradiva o temi Svemirski letovi u 1959. |